# 矢野米雄
矢野 米雄（やの よねお、1945年 - ）は、日本の計算機科学者。徳島大学名誉教授。四国4県の大学関係者による「キャンパスSNS『さとあい』(郷愛)」を運営する四国キャンパスSNS協議会の会長。大阪府出身。

## 略歴
1963年、大阪府立清水谷高等学校卒業。1969年、大阪大学工学部通信工学科卒業。1974年、大阪大学大学院工学研究科博士課程修了。工学博士。同年、徳島大学工学部の助手に。1975年から講師。1979年、米国イリノイ大学アーバナ・シャンペーン校客員研究員。1981年、徳島大学工学部助教授に就任、1990年から教授。1997年、カナダアカディア大学、米国マサチューセッツ大学アマースト校、文部省短期在外研究員。2003年、徳島大学工学部長、大学院工学研究科長。2006年、大学院ソシオテクノサイエンス研究部長、大学院ソシオテクノサイエンス研究部教授、大学院先端技術科学教育部長。2008年、学長補佐(情報担当)、情報化推進機構情報化推進室長、教育実践推進機構uラーニングセンター長。2011年徳島大学名誉教授。2006年には「ユビキタス学習環境における知識アウェアネス」の研究により、IEEE ICALT2006で「Best Paper Award」を受賞。2024年、瑞宝中綬章受章。

## 著書
- インターネット時代の教育情報工学〈1〉ニュー・パラダイム編(共著、2000年、森北出版 ISBN 978-4627826113 )
- 情報教育重要用語300の基礎知識(重要用語300の基礎知識)(2001年、明治図書出版：編集協力 ISBN 978-4180242191 )
- 教育システム情報ハンドブック(2001年、実教出版：教育システム情報学会(編集代表) ISBN 978-4407051186 )
- eラーニング白書(2002年、オーム社：編集協力 ISBN 978-4274064807 )

ほか多数。